# Crazy
"Crazy" je pjesma koju izvodi hrvatska pjevačica Franka Batelić. Predstavljala je Hrvatsku na Eurosongu 2018. Pjesmu su napisali Batelić i Branimir Mihaljević, dok je producent Mihaljević. "Crazy" je objavljena 7. ožujka. 2018. u digitalnom obliku.

## Izbor predstavnika i pjesme
Dana 11. rujna 2017., Hrvatska radiotelevizija potvrdila je kako će Republika Hrvatska sudjelovati u 63. izdanju Eurosonga u portugalskom Lisabonu. Navedeno je kako će način biranja predstavnika biti poznat krajem 2017. godine. Dana, 20. rujna, 2017., objavljeno je kako je grad Opatija u pregovorima s HRT-om oko organiziranja manifestacije "Dani HRT-a" u čijem je sklopu planiran povratak glazbenog natjecanja Dore. 5. siječnja 2018. potvrđeno je kako se defitinitvno odustalo od organizacije Dore i kako će se predstavnik za Pjesmu Eurovizije 2018. birati internim putem. Dana 12. veljače 2018., potvrđeno je kako će Franka Batelić predstavljati Hrvatsku s pjesmom "Crazy" čiji su autori skladatelj Branimir Mihaljević te sama Batelić.

## Eurosong 2018.
Dana 29. siječnja 2018. u zgradi Gradske skupštine u Lisabonu, održan je ždrijeb kojim je odlučeno kako će se Hrvatska natjecati u drugom dijelu prvog polufinala koji će biti održan 8. svibnja 2018. godine.

## Popis pjesama
Digitalno preuzimanje
1. "Crazy" - 3:00
2. "Crazy" (instrumentalna verzija) - 3:00

## Povijest objavljivanja
| Država   | Datum           | Izdavač     | Format                |
| -------- | --------------- | ----------- | --------------------- |
| Hrvatska | 6. ožujka 2018. | Karpo Media | radijska premijera    |
| Svijet   | 7. ožujka 2018. | Karpo Media | digitalno preuzimanje |

## Vanjske poveznice
- Profil i tekst na Eurovision.tv